# Otrînîci, Drohobîci
Otrînîci (în ucraineană Отриничі) este un sat în comuna Bîstrîțea din raionul Drohobîci, regiunea Liov, Ucraina.

## Demografie
Componența lingvistică a localității Otrînîci
     Ucraineană (98,64%)
     Alte limbi (0,68%)
Conform recensământului din 2001, majoritatea populației localității Otrînîci era vorbitoare de ucraineană (98,64%), existând în minoritate și vorbitori de alte limbi.